# Katharina Klafsky
Katharina Klafsky (Jánossomorja, 19 settembre 1855 – Amburgo, 22 settembre 1896) è stata un soprano ungherese.

## Biografia
Di umili origini, in gioventù cantò nel coro del Komische Oper di Vienna. Fu notata da Joseph Hellmesberger, il quale la raccomandò a Mathilde Marchesi come allieva. Si esibì in ruoli minori a Salisburgo e a Lipsia, dove studiò con Josef Sucher, e nel 1892 debuttò in Fidelio al Theatre Royal Drury Lane, palcoscenico che la vide esibirsi nelle principali opere di Richard Wagner, repertorio che la rese famosa soprattutto in Germania con la compagnia itinerante di Angelo Neumann. Morì a soli 32 anni a causa di complicazioni di un'operazione alla testa.
Tra i ruoli più noti da lei interpretati figurano Venus in Tannhäuser, Brangaene in Tristano e Isotta, Wellgunde e Waltraute ne La Valchiria. Inoltre cantò in francese e in italiano, come dimostrano le sue performance di Santuzza nella Cavalleria rusticana, Valentine ne Gli ugonotti, Norma nell'omonima opera, Agathe ne Il franco cacciatore, Eglantine in Euryanthe, Donna Anna nel Don Giovanni e la Contessa ne Le nozze di Figaro.

### Vita privata
Klafsky si sposò tre volte. Il suo terzo marito fu Otto Lohse, direttore d'orchestra del Drury Lane.

## Repertorio
| Ruolo                        | Titolo                          | Autore    |
| ---------------------------- | ------------------------------- | --------- |
| Leonora                      | Fidelio                         | Beethoven |
| Norma                        | Norma                           | Bellini   |
| Alceste                      | Alceste                         | Gluck     |
| Rachel                       | L'ebrea                         | Halévy    |
| Santuzza                     | Cavalleria rusticana            | Mascagni  |
| Alice                        | Roberto il diavolo              | Meyerbeer |
| Valentina                    | Gli ugonotti                    | Meyerbeer |
| Berta                        | Il profeta                      | Meyerbeer |
| Contessa d'Almaviva          | Le nozze di Figaro              | Mozart    |
| Donna Anna                   | Don Giovanni                    | Mozart    |
| Prima dama                   | Il flauto magico                | Mozart    |
| Frau Fluth                   | Le allegre comari di Windsor    | Nicolai   |
| Aida                         | Aida                            | Verdi     |
| Senta                        | Il vascello fantasma            | Wagner    |
| Elisabeth Venere             | Tannhäuser                      | Wagner    |
| Elsa di Brabante Ortrud      | Lohengrin                       | Wagner    |
| Wellgunde                    | L'oro del Reno                  | Wagner    |
| Brunilde Sieglinde Waltraute | La Valchiria                    | Wagner    |
| Isotta Brangania             | Tristano e Isotta               | Wagner    |
| Eva                          | I maestri cantori di Norimberga | Wagner    |
| Brunilde                     | Sigfrido                        | Wagner    |
| Brunilde                     | Il crepuscolo degli dei         | Wagner    |
| Agata                        | Il franco cacciatore            | Weber     |
| Eglantine                    | Euryanthe                       | Weber     |
| Rezia                        | Oberon                          | Weber     |